# Tyran' Pace
I Tyran' Pace sono stati un gruppo musicale heavy metal tedesco fondato nel 1983.

## Storia
I Tyran' Pace sono la band che lanciò il noto frontman dei Primal Fear Ralf Scheepers (all'epoca aveva solo 18 anni). Nata a Stoccarda nel Baden-Württemberg, grazie all'incontro tra il vocalist e il chitarrista Oliver Kaufmann nel 1983. Riuscirono a pubblicare tre dischi nel giro di tre anni ma, successivamente per il cantante arrivò la chiamata di Kai Hansen (ex-Helloween) per fondare una nuova band: i Gamma Ray.
Si sciolsero nel 1986.
Nel 1998 c'è stata una parziale rifondazione da parte di nuovi membri, da cui nacque il quarto album in studio Take a Seat in the High Row.
Dopodiché, il gruppo cessò di esistere.

## Stile e influenze
Lo stile della band è facilmente riconoscibile se si ha conoscenza delle tre corone del genere Classic metal: Judas Priest, Deep Purple, Rainbow.
Il messaggio è conciso, rapido, diretto, la voce di Ralf Scheepers è acerba ma colpisce come una lama: le chitarre hanno quei riff che si trovano negli assoli di Highway Star dei Deep Purple o di Kill the King dei Rainbow, la voce è utilizzata con maestria e la potenza degli acuti è riconducibile a quella di Ian Gillan in Speed King e ancora maggiormente al "Metal God" Rob Halford in Exciter.
Non a caso il secondo album della band Long Live Metal è un palese tributo al celeberrimo capolavoro dei Rainbow, Long Live Rock N'Roll.

## Formazione

### Ultima
- Michael Dees - voce
- Fabian Schwarz - chitarra
- Jochen Issing - basso
- Rüz Löser - batteria
- Alex Schmidt - tastiere

### Ex componenti
- Ralf Scheepers - voce (1983-1986)
- Oliver Kaufmann - chitarra (1983-1986)
- Michael D. Young - chitarra (1983-1984)
- Frank Mittelbach - chitarra (1983-1984)
- Calo Rapallo - chitarra (1985)
- Davor Sertic - chitarra (1986)
- Ralf Spitznagel - chitarra
- Andy Ahues - basso (1983-1986)
- Ralf Schulz - batteria (1983)
- Edgar Patrik - batteria (1983-1986)
- Andreas Fallscheer - batteria (1986)

## Discografia

### Album in studio
- 1984 - Eye to Eye
- 1985 - Long Live Metal
- 1986 - Watching You
- 1998 - Take a Seat in the High Row

### Split
- 1984 - 1. Rock-Fabrik Festival '84 (con Stormwitch, Restless, Cacumen)
- 1985 - Heavy Metal Live in Germany Vol. I (con Stormwitch, Restless, Gravestone)